# Ulotrichopus caupona
Ulotrichopus caupona là một loài bướm đêm trong họ Erebidae.